# Міщенко Василь Олексійович
Васи́ль Олексі́йович Мі́щенко — молодший сержант Збройних сил України, 40-й батальйон територіальної оборони «Кривбас».
22 вересня 2014-го був звільнений з терористично-російського полону із іще 34 військовиками.

## Нагороди
21 жовтня 2014 року — за особисту мужність і героїзм, виявлені у захисті державного суверенітету та територіальної цілісності України, вірність військовій присязі під час російсько-української війни, відзначений — нагороджений орденом «За мужність» III ступеня.